# 王昌 (明朝)
王昌（?—?），又称王三，《清实录》称王成，与哥哥王光恩、王光泰早年参加明末农民起义，崇祯后期，被明朝招安，所部编为官军，守在郧阳（今湖北十堰市）。1645年，王氏三兄弟与明朝的郧阳抚治徐起元一起降清。
1647年四月，王光恩被清朝郧阳抚治潘士良诬陷，押往北京。清朝总兵杨文富，右营副将漆尚友，想改编王氏兄弟的队伍。四月二十九日，王光泰、王昌率部七八千人反清，杀杨文富、漆尚友等官员，占领郧阳、襄阳地区。永历朝廷派兵部职方司官员封王昌为郧襄总兵。
清湖广提督孙定辽亲自带领马步兵三千九百人。六月十一日，所部前锋一千五百人抵达距郧阳四十里的安阳口，王昌趁清军立营未定，发起攻击，清军全军覆没，孙定辽坠马被杀。清朝吏部侍郎喀喀木进攻郧阳，王光泰、王昌兄弟退守夔东，称为忠开营，王昌病死后所部均归王光泰（王光兴）领导，后来成为「夔东十三家军」之一。